# Liste des ambassadeurs de France au Vanuatu
Cet article recense, par ordre chronologique, les diplomates qui ont occupé le poste d'ambassadeur de la France auprès du Vanuatu, depuis son indépendance de la France et du Royaume-Uni le 30 juillet 1980.
| Ambassadeur                   | Décret de nomination | Décret de nomination |
| ----------------------------- | -------------------- | -------------------- |
| Yves Rodrigue (d)             | 30 juillet 1980      | [ a ]                |
| Marc Menguy (d)               | 30 septembre 1981    | [ b ]                |
| Philippe Baude (d)            | 11 avril 1984        | [ c ]                |
| Henri Crépin-Leblond (d)      | 16 mai 1986          | [ d ]                |
| Jean Mazeo (d)                | 27 août 1992         | [ e ]                |
| Jean-Claude Moreau (d)        | 17 septembre 1996    | [ f ]                |
| Patrick Amiot (d)             | 20 juillet 1999      | [ g ]                |
| Jean Garbe (d)                | 10 avril 2002        | [ h ]                |
| Pierre Mayaudon (d)           | 12 juillet 2005      | [ i ]                |
| Françoise Maylié (d)          | 4 juillet 2008       | [ j ]                |
| Michel Djokovic (d)           | 21 octobre 2011      | [ k ]                |
| Alain du Boispéan             | 30 juin 2014         | [ l ]                |
| Gilles Favret (d)             | 26 décembre 2016     | [ m ]                |
| Robby Judes                   | 16 octobre 2018      | [ n ]                |
| Pierre Fournier (d)           | 26 août 2019         | [ o ]                |
| Jean-Baptiste Jeangène Vilmer | 10 octobre 2022      | [ p ]                |